# Guía temática
Las guías temáticas (también conocidas en inglés como pathfinder o subject guides) son una selección de recursos de información organizados por disciplinas o temas que se publican en la web de la biblioteca y sirven de intermediario entre los bibliotecarios y los usuarios. A los usuarios les facilita el acceso a los recursos, los cuales están relacionados con las materias tratadas en la biblioteca, y les permiten acceder a enlaces relacionados, bases de datos, revistas o libros especializados en las materias. 

## Antecedentes
El nacimiento de las guías temáticas se dio en las bibliotecas, donde, conocedoras del constante aumento de los recursos de acceso libre y de calidad que existían en internet, se enfrentaron a las dificultades que el usuario encontraba a la hora de resolver sus necesidades informativas entre todo ese caos informacional.
Dado esto, se presentaron diversas necesidades a las que enfrentarse:
- Necesidad de rentabilizar la inversión económica que se destinaba a la adquisición de recursos electrónicos.
- Ofrecer al usuario una herramienta que facilitara la búsqueda temática.
- Apoyo al bibliotecario en su labor de alfabetización informacional.

Asimismo, tenemos que remarcar que se trata de una redefinición del servicio de los directorios temáticos, siendo las guías una superación del concepto de enlaces ordenados al mismo tiempo que se identifican como recursos más breves y con menos nivel de detalle, menos exhaustivas y más orientadas a las necesidades específicas a la vez que se simplifican los procesos de gestión y mantenimiento.
Haciendo referencia al mundo angloparlante, el término de “subject guides” fue mencionado por primera vez en 1973, siendo definido como “[...] kind of map to the resources of the library; it is an information locator for the library user whose search for recorded materials on a subject of interest is just beginning” que en castellano significa «tipo de mapa de los recursos de la biblioteca; es un localizador de información para el usuario de la biblioteca cuya búsqueda de materiales grabados sobre un tema de interés está apenas comenzando».
En esos años el formato era diferente al actual, así como el término empleado: pathfinder. Este concepto se empleó por primera vez en la década de 1950 como “listas de lecturas recomendadas de un tema o género en particular”. A día de hoy se utilizan una gran variedad de términos para definir a este recurso: subject guides, research guides, resource list, pathfinders, subject portals, etc.

## Características
Se caracterizan por:
- Especificidad temática: Se seleccionan recursos sobre ámbitos previamente establecidos.
- Incorporación de criterios de calidad: Los recursos a incorporar, son previamente analizados y evaluados.
- Evaluación por expertos: La revisión y evaluación de la información se lleva a cabo por profesionales.
- Utilización de estándares para la descripción: Uso de especificaciones de creación, mantenimiento y actualización.

### Contenido
Las guías temáticas abarcan una amplia gama de términos y posibilidades de contenido, permitiendo a sus creadores una gran libertad al elegir lo que éstas incluirán. Dicha libertad, sin embargo, junto con la falta de directrices, puede dejar a los especialistas en la materia confundidos acerca de qué incluir en las guías de investigación. Decidir qué incluir es difícil sin tener una meta clara o sin conocer el comportamiento de búsqueda de información de la audiencia inmediata.
En las guías de temas se incluyen a menudo materiales de referencia, revistas, bases de datos y recursos de Internet. Otras posibilidades de inclusión son la información profesional, los recursos evaluadores, las asociaciones profesionales y la información de estilo de citación. En cuanto al formato del contenido, hay algunas que solo hacen referencia a recursos electrónicos mientras que otras lo incluyen junto al formato físico.

## Funciones
Según el Online Dictionary for Library and Information Science, una guía temática está “diseñada para guiar al usuario a través del proceso de investigación de un tema específico o de cualquier tema en un campo o disciplina dado, generalmente de manera sistemática, paso a paso, utilizando las mejores herramientas de búsqueda que la biblioteca pueda ofrecer”.
Esta clase de recurso, generalmente, está elaborado por bibliotecarios con la colaboración del profesorado por lo que tratan de ofrecer a los usuarios una selección de información especializada, dirigida a solventar las necesidades informativas que éstos presentan, a la vez que tratan de cumplir un doble propósito: la generación de conocimiento y el desarrollo de la competencia comunicativa.
Dentro del mismo equipo temático, un enlace o coordinador estará encargado del desarrollo de las guías temáticas encargándose de:
- Coordinar la guía
- Difundir las especificaciones técnicas generales y concretas de la guía temática
- Buscar, identificar y evaluar recursos
- Mantener la página al día y en constante actualización
- Difundir las novedades

## Objetivos
La idea principal de una guía temática es proporcionar un punto de partida para el investigador. Asimismo, pueden ser usadas como herramientas de planes de estudio para la formación bibliográfica. Entre sus objetivos, se encuentran:
- Facilitar al usuario la búsqueda de información electrónica de calidad y fomentar su comunicación con el bibliotecario mediante la utilización de herramientas de la web social
- Proporcionar al usuario un punto de partida para el comienzo de cualquier investigación o trabajo académico.
- Servir de apoyo al bibliotecario en el servicio de referencia y formación de usuarios.
- Fomentar el papel de bibliotecario como “facilitador” de información.
- Contribuir a la colaboración del bibliotecario con el personal docente e investigador (PDI).
- Potenciar y rentabilizar el uso de los recursos electrónicos adquiridos por la biblioteca.

## Elaboración de una guía
En la elaboración de una guía temática, se distinguen diversas fases:
1. Identificación, evaluación y selección de recursos. En las guías temáticas, se incluyen todos los recursos de utilidad al usuario. Una vez seleccionados estos recursos, deberán ser evaluados de adecuación y calidad. La evaluación de recursos se realiza teniendo en cuenta aspectos como el público al que se dirige, su actualización y autoría. Se analizará también el contenido, el diseño, la facilidad de acceso, la búsqueda y recuperación de información, etc.
2. Redacción de contenidos. La estructura formal y de contenidos de cada una de las páginas de la guía, estará regida por el Libro de estilo que siga la institución que realiza la guía temática.
3. Actualización y mantenimiento. Las guías temáticas, como todo el sitio web, estará en constante actualización basada esencialmente en la retroalimentación de usuarios, las preguntas y cuestiones resueltas a estos y por la incorporación de nuevos recursos. Además de que el mantenimiento se verá favorecido por la participación activa de los usuarios, se deberá asegurar una revisión periódicas de los enlaces para detectar y eliminar aquellos enlaces rotos y otros errores.

### Herramientas
La Biblioteca de la Universidad de Sevilla afirma que “el concepto de guías por materias, que en la mayoría de los casos eran listas de enlaces a otros recursos, se ha comprobado que no se usa según la literatura profesional reciente. Como sustitución están surgiendo otros proyectos que no sólo buscan la presentación de recursos de información pertinentes a una materia sino también la explicación detallada de estos recursos, y sobre todo una comunicación más directa con el usuario”, por esto, actualmente, a la hora de crear estos recursos se puede recurrir a diferentes herramientas:
- Marcadores sociales (Delicious)
- Páginas de inicio personalizadas (Netvibes).
- Gestores de contenidos.
- Wikis
- Herramientas específicas para guías temáticas (LibGuides, SubjectPlus)

## Tipos de guías temáticas
Se pueden clasificar en:
- Generales (nivel horizontal): Reúne diferentes materias. Suelen gestionarse en el marco de un Centro de Recursos para el Aprendizaje (CRA).
- Específicas (nivel vertical): Recoge un único tema o asunto. Ofrece mayor flexibilidad en la ubicación y la gestión.
- Subject Guides: Literalmente “guías por materias”. Integra recursos de información homogéneos.
- Gateways Guides: Agrupa recursos de información heterogéneos.

## Tipología de los recursos
Las guías temáticas pueden estar conformadas por diferentes tipos de recursos:
- Disponibles en la biblioteca:
  - Impresos
  - Recursos electrónicos

- Electrónicos externos
  - De acceso libre
  - Accesibles mediante suscripción
- Reaprovechamiento de información de terceros: RSS.
- Conversaciones en tiempo real
- Podcast

## Ejemplos de guías temáticas
- Universidad de Cambrigde
- Universidad de Illinois
- Universidad de Granada
- Universidad de Groningen
- Universidad Pompeu Fabra